# Liste der Brücken über die Zihl
Die Liste der Brücken über die Zihl nennt die Zihl querende Brücken vom Ursprung bei Orbe bis zur Einmündung bei Brügg in den Nidau-Büren-Kanal.

## Brückenliste
23 Brücken überqueren den Fluss: 10 Strassenbrücken, 10 Fussgänger- und Velobrücken und drei Eisenbahnbrücken.

### Thielle(obere Zihl)
12 Brücken überspannen den Fluss vom Zusammenfluss der Orbe und des Talent bei Orbe bis zur Mündung in den Neuenburgersee bei Yverdon-les-Bains.
| Bild                 | Name                         | Ort               | Lage | Funktion | Konstruktion   | Material | Länge in m | Höhe m ü. M. | Bemerkungen |
| -------------------- | ---------------------------- | ----------------- | ---- | --- | -------------- | -------- | ---------- | ------------ | --- |
|                      | Route Cantonale-Brücke       | Suscévaz          |      | Strassenbrücke (zweispurig) 290                                                                                        | Bogenbrücke    | Stahl    | 42         | 473          | Gebaut 2021/22, ersetzte Balkenbrücke von 1898 Höchstgeschwindigkeit 80 km/h |
|                      | Pont de l'aérodrome          | Yverdon-les-Bains |      | Fussgänger- und Velobrücke mit Rohrleitungen an den Brückenwänden                                                      | Fachwerkbrücke | Stahl    | 55         | 432          | Gebaut 2019 |
|                      | Unbenannte Brücke            | Yverdon-les-Bains |      | Fussgänger- und Velobrücke mit Rohrleitungen unterhalb der Fahrbahn                                                    | Balkenbrücke   | Stahl    | 35         | 431          | Fahrverbot für Motorwagen Metallpoller dienen als Durchfahrtssperre. |
|                      | Viaduc d’Yverdon             | Yverdon-les-Bains |      | Autobahnbrücke (vierspurig) mit Pannenstreifen                                                                         | Balkenbrücke   | Beton    | 3155       | 431          | Gebaut 1982, eröffnet 1984 Höchstgeschwindigkeit 120 km/h Der längste Viadukt der Schweiz überquert die Orbe-Ebene einschliesslich vier Gewässer, der Bahnstrecke Lausanne–Yverdon und mehreren Strassen. |
|                      | Avenue Kiener-Brücke         | Yverdon-les-Bains |      | Strassenbrücke (zweispurig) mit Trottoirs                                                                              | Balkenbrücke   | Beton    | 33         | 430          | Gebaut 2008 Höchstgeschwindigkeit 50 km/h Trottoirs sind mit dekorativen Sitzbänken versehen. Veloland-Route 50 Jurasüdfuss-Route (Etappe 4 Yverdon-les-Bains–Bière) |
|                      | Unbenannte Brücke            | Yverdon-les-Bains |      | Fussgänger- und Velobrücke mit Rohrleitung unterhalb der Fahrbahn                                                      | Fachwerkbrücke | Stahl    | 26         | 430          | Allgemeines Fahrverbot: Velos gestattet |
|                      | Rue du Curtil-Maillet-Brücke | Yverdon-les-Bains |      | Strassenbrücke (dreispurig) mit Trottoirs, Velostreifen und Rohrleitungen an der Brückenwand 276                       | Balkenbrücke   | Beton    | 33         | 430          | Höchstgeschwindigkeit 50 km/h Travys-Buslinie 604 (Yverdon-les-Bains Les Moulins–Gare–Maison Blanche) |
| Alte Brücke von 1995 | Passerelle Bel-Air           | Yverdon-les-Bains |      | Fussgänger- und Velobrücke                                                                                             | Balkenbrücke   | Holz     | 33         | 429          | Die Brücke wurde 2023 erbaut. Sie ersetzte eine Brücke von 1995. Allgemeines Fahrverbot |
|                      | Pont de Gleyres              | Yverdon-les-Bains |      | Strassenbrücke (zweispurig) mit Trottoirs, Fussgängerstreifen, Velostreifen und Rohrleitung unterhalb der Fahrbahn 401 | Bogenbrücke    | Beton    | 32         | 429          | Gebaut 1880, verbreitert und renoviert 1932/33 Höchstgeschwindigkeit 50 km/h Verkehrsknotenpunkt, an dem viele Postauto- und Travys-Buslinien das Bauwerk überqueren. |
|                      | Passerelle des Cigarières    | Yverdon-les-Bains |      | Fussgänger- und Velobrücke                                                                                             | Balkenbrücke   | Stahl    | 52         | 429          | Die Brücke wurde 2024 erbaut. Wanderweg |
|                      | Passerelle Travys            | Yverdon-les-Bains |      | Fussgänger- und Velobrücke (ehemalig)                                                                                  | Balkenbrücke   | Stahl    | 83         | 429          | Die 1937 erbaute Brücke wurde 2024 durch die Passerelle des Cigarières ersetzt. |
|                      | Thièlebrücke Yverdon         | Yverdon-les-Bains |      | Eisenbahnbrücke (dreigleisig)                                                                                          | Balkenbrücke   | Stahl    | 79         | 429          | Gebaut 1937, wird 2023 renoviert. Bahnstrecke Lausanne–Biel/Bienne (zweigleisig) und schmalspurige Bahnstrecke Yverdon–Ste-Croix (eingleisig) |
|                      | Pont des Cygnes              | Yverdon-les-Bains |      | Strassenbrücke (zweispurig) mit Trottoirs, Fussgängerstreifen, Velostreifen und Rohrleitungen an den Brückenwänden     | Balkenbrücke   | Beton    | 50         | 429          | Gebaut 1956/57 Höchstgeschwindigkeit 50 km/h Travys-Buslinie 605 (Yverdon-les-Bains Prés du Lac–Gare–Philosophes–Avenue des Sciences) Veloland-Route 22 Nord Vaudois–Jura (Etappe 2 Yverdon-les-Bains–Neuchâtel) und Route 50 Jurasüdfuss-Route (Etappe 3 Neuchâtel–Yverdon-les-Bains) Die Brücke war ein Sprengobjekt der Schweizer Armee. |

### Zihlkanal(mittlere Zihl)
Zwei Strassenbrücken und eine Eisenbahnbrücke mit Fussgängersteg überspannen den Kanal (die Gasleitung neben der Eisenbahnbrücke wurde abgebaut).
| Bild | Name                                                                    | Ort                       | Lage | Funktion                                                          | Konstruktion     | Material    | Länge in m | Höhe m ü. M. | Bemerkungen |
| ---- | ----------------------------------------------------------------------- | ------------------------- | ---- | ----------------------------------------------------------------- | ---------------- | ----------- | ---------- | ------------ | --- |
|      | BN BLS-Brücke (mit Zihlsteg) (bei der Bahnstation Zihlbrücke) 1         | Marin‑Epagnier – Gampelen |      | Eisenbahnbrücke (eingleisig)                                      | Fachwerkbrücke   | Stahl       | 74         | 429          | Schützenswertes Bauwerk, gebaut 1899–1900 Höchstgeschwindigkeit 90 km/h Bahnstrecke Bern–Neuenburg (BN früher eigenständig – von BLS übernommen) Hinweistafel: Betreten der Eisenbahnbrücke verboten. Interkantonale Brücke (Kantonsgrenze Neuenburg – Bern)                                                                            |
|      | Zihlsteg (seitlich an BN BLS-Brücke befestigt – nicht selbsttragend)    | Marin‑Epagnier – Gampelen |      | Fussgänger- und Velobrücke mit Rohrleitung unterhalb der Fahrbahn | Balkenbrücke     | Stahl Holz  | 80         | 429          | Der Steg ist am nördlichen Brückengeländer der Eisenbahnbrücke befestigt. Skatingland-Route 3 Mittelland Skate (Etappe 12 Ins–Neuchâtel) Veloland-Route 50 Jurasüdfuss-Route (Etappe 2 Grenchen–Neuchâtel) und Route 94 L'Areuse–Emme–Sihl (Etappe 2 Neuchâtel–Bern) Wanderweg Interkantonale Brücke (Kantonsgrenze Neuenburg – Bern)   |
|      | Ehemalige Unigaz-Gasleitung (wenige Meter nördlich der Eisenbahnbrücke) | Marin‑Epagnier – Gampelen |      | Rohrleitungsbrücke                                                | Schrägseilbrücke | Stahl       | 110        | 429          | Durch eine neue Hochdruckleitung unter dem Zihlkanal konnte die bestehende, rund 60 Jahre alte Rohrbrücke über die Zihl ausser Betrieb genommen werden. 2021 erfolgte der Rückbau der Brücke. Interkantonale Brücke (Kantonsgrenze Neuenburg – Bern)                                                                                    |
|      | Zihlbrücke (beim Dancing Pont de Thielle) 1                             | Thielle – Gals            |      | Strassenbrücke (vierspurig) mit abgetrenntem Fuss- und Veloweg    | Balkenbrücke     | Beton Stahl | 320        | 429          | Gebaut 1969, ersetzte Eisenfachwerkbrücke von 1884. Höchstgeschwindigkeit 80 km/h Die hydrometrische Messstation Zihlkanal - Gampelen, Zihlbrücke (2446) vom Bundesamt für Umwelt (BAFU) befindet sich flussabwärts auf der rechten Flussseite. Interkantonale Brücke (Kantonsgrenze Neuenburg – Bern)                                  |
|      | St. Johannsen-Brücke (Pont de St-Jean – Route de Berne)                 | Le Landeron – Gals        |      | Strassenbrücke (zweispurig) mit abgetrennten Trottoirs            | Balkenbrücke     | Beton       | 160        | 429          | Gebaut 1968/69, renoviert 2022 Höchstgeschwindigkeit 80 km/h PostAuto-Buslinien 526 (Erlach–Gals–Le Landeron) und 527 (Ins–Gampelen–Gals–Erlach–(Le Landeron)) Wanderweg Interkantonale Brücke (Kantonsgrenze Neuenburg – Bern) An dieser Stelle überquerte eine gedeckte Holzbrücke (gebaut 1862/63) den Kanal, sie wurde abgebrochen. |

### Alte Zihl (untere Zihl)
Acht Brücken überspannen den Fluss vom Abfluss aus dem Bielersee bei Biel/Bienne bis zur Einmündung in den Nidau-Büren-Kanal zwischen Brügg und Port.
| Bild | Name                               | Ort                 | Lage | Funktion                                                         | Konstruktion     | Material    | Länge in m | Höhe m ü. M. | Bemerkungen |
| ---- | ---------------------------------- | ------------------- | ---- | ---------------------------------------------------------------- | ---------------- | ----------- | ---------- | ------------ | --- |
|      | Unbenannte Brücke                  | Biel/Bienne – Nidau |      | Fussgänger- und Velobrücke                                       | Bogenbrücke      | Stahl Beton | 36         | 429          | Schützenswerte Dreigelenkbodenbrücke, gebaut 1931/32 Fahrverbot für Motorwagen, Motorräder und Motorfahrräder Metallpoller dienen als Durchfahrtssperre. Wanderland-Route 38 ViaBerna (Etappe 5 Magglingen–Biel) |
|      | Dr.-Schneider-Strasse-Brücke       | Nidau               |      | Strassenbrücke (zweispurig) mit Trottoirs und Velostreifen       | Balkenbrücke     | Beton       | 28         | 429          | Höchstgeschwindigkeit 50 km/h VB-Trolleybuslinie 4 (Nidau, Burgerallee–Vorhölzli) Skatingland-Route 3 Mittelland Skate (Etappe 9 Biel–Ins) Veloland-Route 50 Jurasüdfuss-Route (Etappe 2 Grenchen–Neuchâtel) und Route 64 Lötschberg–Jura (Etappe 2 Thun–Biel) Wanderland-Route 38 ViaBerna (Etappe 5 Magglingen–Biel und Etappe 6 Biel–Aarberg) und Route 76 Seeland-Solothurn-Weg (Etappe 1 Erlach–Biel und Etappe 2 Biel–Büren a. A.) |
|      | Hauptstrasse-Brücke                | Nidau               |      | Strassenbrücke (dreispurig) mit Trottoirs und Velostreifen 237.1 | Balkenbrücke     | Stahl       | 21         | 429          | Höchstgeschwindigkeit 50 km/h VB-Buslinien 5 (Nidau Bahnhof–Biel Bahnhof–Spitalzentrum) und 6 (Port–Nidau–Biel Bahnhof–Spitalzentrum) PostAuto-Buslinien 86 (Biel–Bellmund–Aarberg) und 87 (Biel–Bellmund–Merzligen–Jens–Biel) Das Bauwerk überquert neben dem Fluss auch den Uferweg. |
|      | Unbenannte Brücke (»Bogenbrüggli«) | Nidau               |      | Fussgängerbrücke                                                 | Bogenbrücke      | Stahl       | 40         | 429          | Schützenswerte Bogenbrücke, gebaut 1926/27, restauriert 1989/90 Allgemeines Fahrverbot |
|      | Unbenannte Brücke                  | Nidau               |      | Fussgänger- und Velobrücke                                       | Balkenbrücke     | Stahl       | 40         | 429          | Velo- und Fussweg mit getrennten Verkehrsflächen: Motorfahrräder gestattet Wanderland-Route 38 ViaBerna (Etappe 6 Biel–Aarberg) und Route 76 Seeland-Solothurn-Weg (Etappe 1 Erlach–Biel und Etappe 2 Biel–Büren a. A.) |
|      | BTI-Brücke                         | Nidau               |      | Eisenbahnbrücke (eingleisig)                                     | Bogenbrücke      | Beton       | 38         | 429          | Höchstgeschwindigkeit 40 km/h Hinweistafel: Durchgang verboten ASm-Bahnstrecke Biel–Täuffelen–Ins |
|      | Unbenannte Brücke                  | Nidau               |      | Fussgänger- und Velobrücke                                       | Bogenbrücke      | Stahl       | 46         | 429          | Fahrverbot für Motorwagen, Motorräder und Motorfahrräder: Velofahrer bitte Rücksicht auf Fussgänger Metallpoller dient als Durchfahrtssperre. |
|      | Schrägseilbrücke Zihl              | Brügg – Port        |      | Fussgänger- und Velobrücke                                       | Schrägseilbrücke | Stahl       | 52         | 429          | Gebaut 1995 Gemeinsamer Velo- und Fussweg Metallpoller dienen als Durchfahrtssperre. Wanderweg |